# Pheosiopsis lupanaria
Pheosiopsis lupanaria är en fjärilsart som beskrevs av Alexander Schintlmeister 1997. Pheosiopsis lupanaria ingår i släktet Pheosiopsis och familjen tandspinnare. Inga underarter finns listade i Catalogue of Life.